# Antonina Grzegorzewska (samorządowiec)
Antonina Grzegorzewska (ur. 17 stycznia 1941, zm. 30 stycznia 2024) – polska działaczka samorządowa, w latach 1983–1988 prezydent Zielonej Góry, była dyrektor generalna Urzędu Wojewódzkiego w Zielonej Górze.

## Życiorys
Była pierwszą w historii Zielonej Góry kobietą, która objęła stanowisko prezydenta miasta.
W latach 2021–2023 była członkiem Komitetu Honorowego Jubileuszu 800-lecia powstania Zielonej Góry i 700-lecia uzyskania praw miejskich.
Była zamężna, miała dzieci i wnuki. 2 lutego 2024 pochowana na cmentarzu komunalnym (starym) w Zielonej Górze.